# Shōrin-zu byōbu
 (octobre 2021).
La mise en forme du texte ne suit pas les recommandations de Wikipédia : il faut le « wikifier ».
Les points d'amélioration suivants sont les cas les plus fréquents. Le détail des points à revoir est peut-être précisé sur la page de discussion.
- Les titres sont pré-formatés par le logiciel. Ils ne sont ni en capitales, ni en gras.
- Le texte ne doit pas être écrit en capitales (les noms de famille non plus), ni en gras, ni en italique, ni en « petit »…
- Le gras n'est utilisé que pour surligner le titre de l'article dans l'introduction, une seule fois.
- L'italique est rarement utilisé : mots en langue étrangère, titres d'œuvres, noms de bateaux, etc.
- Les citations ne sont pas en italique mais en corps de texte normal. Elles sont entourées par des guillemets français : « et ».
- Les listes à puces sont à éviter, des paragraphes rédigés étant largement préférés. Les tableaux sont à réserver à la présentation de données structurées (résultats, etc.).
- Les appels de note de bas de page (petits chiffres en exposant, introduits par l'outil «  Source ») sont à placer entre la fin de phrase et le point final[comme ça].
- Les liens internes (vers d'autres articles de Wikipédia) sont à choisir avec parcimonie. Créez des liens vers des articles approfondissant le sujet. Les termes génériques sans rapport avec le sujet sont à éviter, ainsi que les répétitions de liens vers un même terme.
- Les liens externes sont à placer uniquement dans une section « Liens externes », à la fin de l'article. Ces liens sont à choisir avec parcimonie suivant les règles définies. Si un lien sert de source à l'article, son insertion dans le texte est à faire par les notes de bas de page.
- La présentation des références doit suivre les conventions bibliographiques. Il est recommandé d'utiliser les modèles {{Ouvrage}}, {{Chapitre}}, {{Article}}, {{Lien web}} et/ou {{Bibliographie}}. Le mode d'édition visuel peut mettre en forme automatiquement les références.
- Insérer une infobox (cadre d'informations à droite) n'est pas obligatoire pour parachever la mise en page.

Pour une aide détaillée, merci de consulter Aide:Wikification.
Si vous pensez que ces points ont été résolus, vous pouvez retirer ce bandeau et améliorer la mise en forme d'un autre article.
Les Paravents aux pins (松林図 屏風, Shōrin-zu byōbu) sont une paire de six panneaux de deux paravents (byōbu) peints par l'artiste japonais Hasegawa Tōhaku (長谷川 等伯)  fondateur de l' école Hasegawa dans l'art japonais. La date précise des paravents n'est pas connue, mais ils ont probablement été réalisés à la fin du XVIe siècle, durant l'époque Momoyama, vers 1595. Les écrans sont conservés au Musée national de Tokyo et ont été désignés Trésor national du Japon en 1952.
L'œuvre, à l'encre sur papier, représente une pinède dans la brume, se brouillant avec la profondeur, avec des parties des arbres visibles et d'autres non, illustrant le concept bouddhiste zen du 間 (ma)  et évoquant le 侘 (wabi), la simplicité rustique. On dit qu'elles sont les premières peintures de leur échelle à ne représenter que des arbres comme sujet, bien qu'une forme blanche en haut à droite du panneau de gauche puisse suggérer un sommet de montagne en arrière-plan. Chaque écran mesure 156,8 par 356 centimètres.

## Construction
Les écrans sont faits d'un support en soie ou en papier relativement rugueux et sont formés de douze panneaux comprenant six morceaux de papier joints. Tōhaku a utilisé une brosse en paille pour obtenir l'échelle requise des écrans.
Certains aspects de la constitution de l'écran suggèrent que la pièce peut avoir été un travail préparatoire : les morceaux de papier supérieur et inférieur de chaque écran sont la moitié de la taille typique utilisée pour les écrans ; les tailles de papier utilisées dans chaque écran sont légèrement différentes, et les jointures entre les feuilles ne sont pas tout à fait régulières. Les sceaux des noms de l'artiste, « Hasegawa » et « Tōhaku », n'utilisent pas les formes habituelles. De plus les arbres à l'extrême droite du panneau de droite sont coupés, ce qui suggère que l'ordre des panneaux peut avoir été modifié ou que certains ont peut-être été remplacés.

## Style de peinture
L'œuvre est un développement du suibokuga, réalisée avec de l'Encre de Chine (墨, sumi), en utilisant des nuances d'encre plus ou moins sombres et claires sur un support en soie ou en papier. Il combine les idées chinoises naturalistes de la peinture à l'encre de Muqi Fachang (Chinois: 牧溪法常; pinyin: Mu-ch'i Fa-ch'ang) avec des thèmes du yamato-e (大和絵 (yamato-e)), influencée par les œuvres en "encre éclaboussée" (溌墨, hatsuboku)  de Sesshū Tōyō. La peinture utilise les pliages de l'écran pour créer une perspective, avec des branches dirigées vers ou à l'opposé du spectateur. Bien que les peintures soient basées sur les conceptions chinoises de la peinture à l'encre, les peintures monochromes au lavis d'encre à une si grande échelle étaient une innovation japonaise jamais vue en Chine ; ici, Tōhaku a utilisé un pinceau en paille sur du papier relativement grossier pour obtenir les bons effets de pinceau à grande échelle.